# Oostburg (Wisconsin)
Pour les articles homonymes, voir Oostburg.
Oostburg est un village du comté de Sheboygan, dans l'État du Wisconsin, aux États-Unis. En 2020, il comptait une population de 3 056 habitants.